# Bordado de Reshetylivka
El bordado de Reshetylivka, o bordado "blanco sobre blanco", es una técnica de bordado con hilos "blancos sobre tela blanca", originaria de la aldea de pueblo Reshetylivka en Ucrania, que combina entre cinco y siete técnicas diferentes en una sola pieza. Está incluido en la Lista Nacional del Patrimonio Cultural Inmaterial. 

## Historia
Los estudiosos que han investigado la historia de pueblo Reshetylivka creen que el nombre Reshetylivka proviene del dicho "hacer agujeros en la tela".  

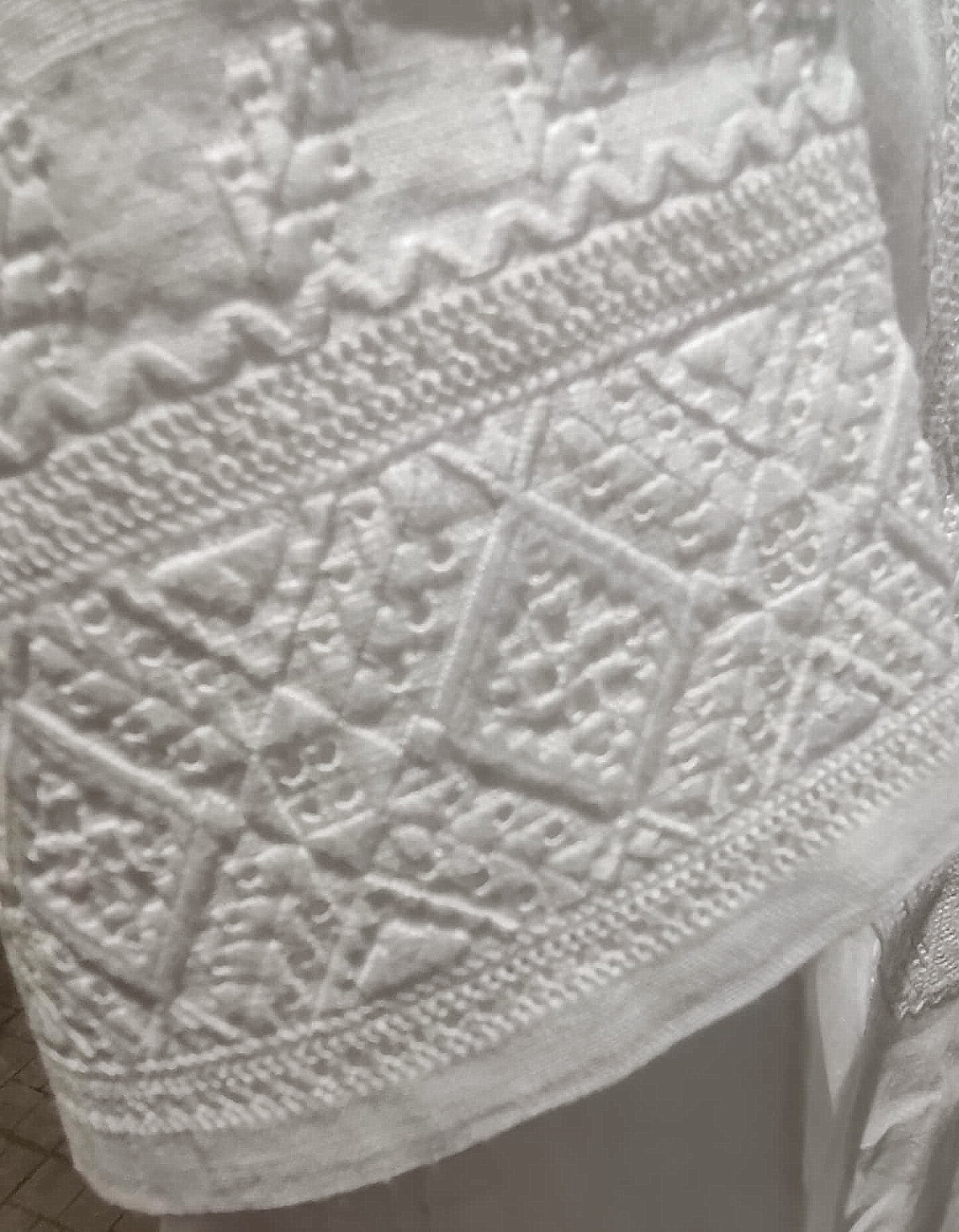
Bordado Reshetylivska o bordado "blanco sobre blanco". Fragmento de una camisa hecha en Reshetylivka

Uno de los ejemplos más antiguos del bordado Reshetylivka, que combina el bordado "blanco sobre blanco" con la perforación, es una toalla de Chernihiv de 1746, que se conserva en el Museo Histórico de Chernihiv.
Tradicionalmente, la técnica del "blanco sobre blanco" se utiliza para bordar toallas y camisas de boda para hombres y mujeres.
La peculiaridad del bordado de Reshetylivka reside en la combinación de motivos florales y geométricos: "vinca", "lúpulo", "moroka", "brid kuriachyi", "zozulka", "rama" y "madera rota".
Para contrastar con el patrón del bordado, los artesanos añaden hilos crudos teñidos en tonos cenicientos, lo que crea un patrón en relieve y cambia de aspecto según la dirección de la luz. A finales del siglo XIX, Reshetylivka se convirtió en uno de los centros del tejido popular, la confección de alfombras y el bordado en Ucrania.

## Técnica de bordado
Las bordadoras modernas Nadiia Vakulenko, Larysa Piliuhina y Nina Ipatii creen que el bordado con hilos "blancos sobre blanco" es difícil de realizar, ya que el adorno no se aplica a la tela inmediatamente.
Dominar las técnicas tradicionales del bordado "blanco sobre blanco" requiere mucho tiempo y es difícil, por lo que el oficio se aprende desde una edad temprana.
El maestro primero dibuja un patrón de bordado en papel y luego, mediante un cálculo complejo, lo transfiere al lienzo. Este minucioso trabajo requiere de dos a seis meses para completar una prenda.
En la década de 1920, el pueblo de Reshetylivka cobró reconocimiento en exposiciones de arte ucraniano en Múnich, París, Marsella y Bruselas.

## Datos interesantes
- La escritora Olena Pchilka iba a presentar en una exposición en París un bordado en "blanco sobre blanco" realizado por talladores de la fábrica Reshetylivka. Al no creer el jurado que este bordado fuera obra humana, la escritora trajo a los talladores.
- En 1969, los artesanos de Reshetylivka confeccionaron un vestido para la actriz italiana Sophia Loren para el rodaje en la película "Los Girasoles",, cerca de Dykanka, en la región de Poltava. Posteriormente, la actriz desfiló con el vestido en Roma. Una copia de esa camisa se conserva actualmente en el Museo Reshetylivka.
- El festival regional anual "Primavera de Reshetylivka" se celebra desde 1992.
- En 2018, el bordado de Reshetylivka fue incluido en la Lista Nacional de Elementos del Patrimonio Inmaterial de Ucrania.